# Calígula (humorista)
Eber Luis Decibe, conocido como Calígula (Bragado, 28 de marzo de 1932 - Buenos Aires, 25 de marzo de 2013) fue un humorista, actor y cantante argentino.

## Biografía
"Calígula" fue un destacado humorista muy famoso en los años 1960 y 1980. En su juventud trabajó como obrero de SEGBA (la empresa de electricidad de Buenos Aires) en Dock Sud, donde conoció al locutor Miguelito Franco, quien lo llevó a conocer al director Délfor Dicásolo. Este último, al ser presentado y tras ver al actor alto y flaco, peinado hacia adelante en su intento de ocultar su calva, exclamó «¡Calígulaaaa!», por su parecido con el actor que interpretaba al célebre incendiario del film El manto sagrado.
Era primo de la exministra de Educación y socióloga bragadense Susana Decibe (1949-).

## Carrera
Éber Decibe tuvo una importante carrera tanto en teatro, como en cine y televisión. Compartió escenarios con otros grandes humoristas de le época como Jorge Porcel, Nelly Beltrán, Julio López, Atilio Pozzobón, Juanita Martínez, Don Pelele, Gogó Andreu, Augusto Codecá, Beto Gianola, Vicente La Russa, Mario Sapag y Tristán, entre muchos otros.
Comenzó en Radio Belgrano en el programa titulado Risas en el aire. Pasó a Radio Splendid en La Revista Dislocada, junto a Délfor y Cacho Fontana.

### Televisión
Participó en varios ciclos de las primeras décadas de la TV argentina como:
- 1952/1973: La Revista Dislocada, creado por Delfor Dicásolo, quien le dio ese popular apodo.
- 1960: Telecómicos, emitido por Canal 13.
- 1964: Mi Buenos Aires bandido
- 1965: Sábados Continuados, por Canal 9.
- 1969: Gánele a Calígula, por Canal 9.
- 1970: La cantina de Calígula, por Canal 9.
- 1970: Verano de mi ciudad	(La barra de Saint Tropez), por Canal 9.
- 1970: Copacabana Club, por Canal 9.
- 1971: El circo del 9, por Canal 9.
- 1980: Grandes valores del tango, conducido por Silvio Soldán, por Canal 9.
- 1980: Operación Ja-Já, por Canal 11.
- 1982/1983: Son...Risas Once, por Canal 11.
- 1983: La chispa de mi gente

En televisión fue popular su trío junto a Mengueche y Belinda, en programas sesentosos como las Aventuras de Calígula y Mengueche o El safari de Calígula y Mengueche. Se hizo muy conocido en programas como Golo…Sinas (Bocaditos de humor) y Entreténgase con Délfor.
También fue uno de los puntales de los exitosos ciclos de Quique Dapiaggi durante la dictadura militar.
Formó parte del elenco del programa televisivo semanal "La Fama es puro Cuento" conducido por Juan Imperial y en el que participaban entre otros Horacio Molina, Ricardo "chiqui" Pereyra, Alberto Oviedo, Gaby  "la voz sensual del tango" y el bandoneonista Leopoldo Federico, producido por José Valle para la TV Pública (canal 7) en el año 2012

### Filmografía
- 1954: Soy del tiempo de Gardel, dirigido por Homero Cárpena.
- 1955: Los lobos del palmar
- 1962: Disloque en Mar del Plata, junto a Delfor Dicásolo y Jorge Porcel.
- 1966: Dos quijotes sobre ruedas, con Jorge Sobral y Susy Leiva.
- 1966: Las locas del conventillo (María y la otra), con Analía Gadé y Alberto de Mendoza.[5]
- 1967: La cigarra está que arde
- 1970: Los muchachos de mi barrio, protagonizada por Palito Ortega.
- 1977: Crecer de golpe, de Sergio Renán.
- 1977: Hay que parar la delantera
- 1982: Buenos Aires Tango

### Teatro
En teatro se dedicó exclusivamente al género revisteril, con obras como:
- ¡Viva la Libertad!! (1972), con Libertad Leblanc[6]
- Escándalos (1973) junto a Nélida Lobato, Zulma Faiad y Wanda Seux
- El Maipo es el Maipo y el 74 es Nélida Lobato (1974), junto a las vedettes Nélida Lobato, Katia Iaros y el actor Juan Carlos Calabró.
- Con el tango y la inflación, llegamos a la elección en el Teatro Monumental.
- La revista del paro general (1984), junto con José Marrone, Luisa Albinoni, Katia Iaros y Bettina Vardé.
- Bombas las del Tabarís (1985), con Pepe Marrone, Luisa Albinoni, Javier Portales y

Bettina Vardé.
- "La Fama es puro Cuento" en la esquina "Homero Manzi" (2004/5) Junto a Delfor Medina, Silvia Peyrou, Gaby "la voz sensual del tango", Francisco Llanos y Tito Reyes

### Cantante
Debido a su aguda voz fue un popular cantante de tango y un habitué del café concert.
Grabó el disco "La Fama es Puro Cuento" junto a Francisco Llanos y Gaby "La voz sensual del tango", editado por Dandy producciones en el año 2005.
Su última aparición fue en 2012, en una entrevista radial del programa conducido por Sebastián Basallo en Radio 10.
https://www.youtube.com/watch?v=ECWBfClZmHg

## Vida privada
Estuvo casado con la actriz y cantante María Alexandra, con quien tuvo una hija: Jaqueline Elizabeth Decibe, también actriz y cantante.

## Fallecimiento
"Calígula" falleció el 25 de marzo de 2013 a los 80 años, debido a un paro cardiorrespiratorio tras estar internado varios días en un hospital porteño. Sus restos descansan en el Panteón de Actores del cementerio de la Chacarita.